# Isla Conejo (Los Testigos)
Isla Conejo es el nombre de una isla perteneciente a Venezuela, que se ubica en el sureste del Mar Caribe, y geográficamente es parte del Archipiélago Los Testigos, Antillas Menores. Administrativamente hace parte de las Dependencias Federales de Venezuela. Es una de las 3 más importantes del grupo de islas de los Testigos, se localiza en las coordenadas geográficas 11°22′22″N 63°05′00″O / 11.37278, -63.08333 a 2,4 kilómetros al este de la Isla Testigo Grande, al noroeste de la Isla Rajada y al Suroeste de la Isla llamada "noreste". En sus alrededores posee un grupo de pequeños islotes rocosos.
Posee una superficie estimada en 76,4 hectáreas o 760,309.35 m² con un perímetro de 3,93 km.